# معركة صخرة الماس
14°26′35″N 61°2′20″W / 14.44306°N 61.03889°W

معركة صخرة الماس، معركة دارت رحاها ما بين يوم 31 مايو ويوم 2 يونيو عام 1805 خلال الحروب النابليونية، وعلى إثرها تمكَّنت قوة فرنسية-إسبانية مشتركة بقيادة القبطان جوليان كوسماو من استعادة السيطرة صخرة الماس الواقعة عند مدخل فور دو فرانس، بعد أن كانت في قبضة القوات البريطانية لأكثر من عام من الزمن.
كان الفرنسيون في جزيرة مارتينيك عاجزين عن انتزاع هذا المعقل الإستراتيجي الحصين من أيدي المدافعين البريطانيين الذين تمترسوا فيه، ما منح الحامية البريطانية القدرة على تقييد وصول السفن إلى خليج فور دو فرانس. فقد اعتلى جنودها المنحدرات، ونصبوا مدافعهم عليها، فكانت تمطر كل سفينة تحاول الدخول عبر أقصر الطرق بوابل من القذائف، ما أجبرها على سلوك طريق أطول، وجعلها عرضة لاعتراض السفن البريطانية التي فرضت حصارًا على مارتينيك. غير أن وصول أسطول فرنسي-إسباني كبير في شهر مايو قلب موازين القوى. كان القائد الفرنسي بيير دي فيلنوف قد تلقّى أوامر غامضة بشنِّ هجوم على الممتلكات البريطانية في البحر الكاريبي، لكنه آثر التريّث في مارتينيك انتظارًا للحصول على تعليمات أوضح. وفي النهاية أُقنِع بالموافقة على مهاجمة الموقع البريطاني، فأُرسلت قوة بحرية فرنسية-إسبانية لاقتحام الصخرة.
بيد أن الرياح لم تجرِ كما اشتهى الفرنسيون؛ فبينما اعتصم المدافعون البريطانيون في القمة لعدة أيام، رغم قلة المياه في متناولهم، غفل المهاجمون عن جلب السلالم اللازمة لتسلق المرتفعات الوعرة، فلم يحرزوا أي تقدم يُذكر. وجد البريطانيون أنفسهم في مأزق لا فكاك منه مع اشتداد وطأة العطش ونفاد الذخيرة، فدخلوا في مفاوضات آلت إلى استسلامهم وتسليم الصخرة بعد أيام من القصف الشديد.
وإذ كانت صخرة الماس تُعدُّ، من الناحية القانونية، سفينةً تابعةً للبحرية الملكية البريطانية، وكان قائدها يُعامل بصفته قبطانًا عليها، فقد خضع، عند عودته إلى الوطن، لمحاكمة عسكرية بموجب القانون الذي يقضي بمحاسبة كل قبطان يخسر سفينته، مهما كانت الظروف. غير أنه بُرِّئ بشرف.